# Bald and Bankrupt
Bald and Bankrupt (в перекладі з англ. - «Лисий і збанкрутілий») — англомовний YouTube -канал, який веде британський туристичний відеоблогер Бенджамін Річ (англ. Benjamin Rich) або Містер Болд (англ. Mr. Bald). Він розпочав свій канал у червні 2018 року, документуючи Індійський субконтинент та пострадянські держави. Станом на грудень 2021 року його канал має 3,2 мільйона підписників та понад 450 мільйонів переглядів.

## Історія створення
Визначальною темою каналу Річа є дослідження пострадянського простору. Проте канал стартував як відеоблог з Індії після того, як Річ подав заяву про банкрутство у Великій Британії через невдалий бізнес, що поряд з його голеною головою надихнуло на назву його каналу. Автор каналу впевнено володіє російською мовою і висловлюється на хінді. З того часу, як він зважився на подорож до Східної Європи, увага до його відео зросла. 12 квітня 2018 року він випустив книгу «Гарячий край: подорож опроміненою Білорусі» під псевдонімом Артур Чичестер, в якій описує свій досвід подорожі частинами Білорусі, що постраждали від Чорнобильської катастрофи. Він зазначає, що прагне "показати життя справжніх місцевих жителів, далеко від туристичних місць та кафе Starbucks ". У червні 2019 Річ і його канал на YouTube були опубліковані в газеті The Daily Express.

## Оцінки
Контент Річа привертає увагу різних національних ЗМІ, особливо видань в містах і регіонах, які він відвідує. Нью-делійське видання The New Learn повідомило про подорожі Річа по Індії у січні 2019 року. Вони високо оцінили його відвідування таборів біженців для індуїстів в Північному Делі, що опинилися в скрутному становищі після кризи в Пакистані, описавши його відео як «таке, що знайомить світ з справжньою і автентичною Індією, де люди як і раніше відкривають свої ланчбокси незнайомцям, де чай є початком довічних відносин, де довіра означає більше, ніж гроші, і де всюди панує пожвавлення».
У березні 2019 року Hindustan Times повідомила про те, як він викрив шахрайство проти туристів в аеропорту Делі — від завищених цін до водіїв рикш та дезінформації. У червні 2019 року Річ обговорювався у словацькій пресі у зв'язку з його візитом у район Лунік IX, який він описав як «найбільший у Європі бідний циганський квартал». У статті описувалося, як, незважаючи на попередження про те, що цей район є одним з найнебезпечніших у Європі, його вітали місцеві жителі, які вільно говорили англійською та запросили його у свої напрочуд сучасні та чисті будинки, які він описав як « краще, ніж його квартира у Великій Британії». У липні 2019 року шведський YouTube-блогер PewDiePie в епізоді серії подкастів YouTube Cold Ones заявив, що Bald and Bankrupt — його улюблений YouTube-канал.

## В Україні
Відвідував Україну у 2021 і 2022. У 2022 мав евакуюватися евакуаційним поїздом, де пив наливку з незнайомцями. 

## Події
Відео Річа про поїздку в Патаманту в Болівії було названо Gizmodo Español "страшнішим, ніж в'їзд до Чорнобиля ". У відео він повідомив місцевій жінці, що він турист, на що вона попередила його, що в цьому районі люди спалюють людей. Пізніше до Річа підійшли двоє чоловіків, перевірили його паспорт і дали йому 30 хвилин, щоб залишити район.
Після коментаря, який він зробив про чеченську жінку на відео, знятому у листопаді 2019 року в поїзді до Чечні, Річа змусили вибачитися на камеру, що є поширеною практикою в Чечні.
У травні 2020 року, після дослідження заборонених зон у Сербії під час пандемії COVID-19 Річ зник на два місяці, поки пізніше не з'ясувалося, що він заразився COVID-19 під час перебування в країні. На той час, коли він звернувся по медичну допомогу, він не міг ходити в туалет або дихати. Він дізнався, що у нього низький рівень кисню в крові і він страждає від поліорганної недостатності і провів тиждень у відділенні інтенсивної терапії. Повідомивши шанувальникам на YouTube про свою хворобу, лікування та одужання, він закликав їх не повторювати помилок і серйозно ставитися до вірусу. Дане відео було видалено.
7 травня 2022 стало відомо, що Річ і його супутниця громадянка Білорусії Аліна Целюпа затримані на космодромі Байконур.